# Zaległości w miłości
Zaległości w miłości – trzeci album studyjny polskiego piosenkarza Arka Kłusowskiego. Wydawnictwo ukazało się 4 sierpnia 2023 nakładem wytwórni muzycznej Kayax w dystrybucji e-Muzyka.
Album jest utrzymany w stylu muzyki pop. Składa się z wersji standardowej (1 CD).
Nagrania były promowane singlami: „Najsmutniejszy człowiek świata”, „Włoski strajk”, „24H” i „Motel”.

## Lista utworów
Opracowano na podstawie materiału źródłowego.
| Zaległości w miłości – Wersja standardowa | Zaległości w miłości – Wersja standardowa | Zaległości w miłości – Wersja standardowa | Zaległości w miłości – Wersja standardowa             | Zaległości w miłości – Wersja standardowa |
| Nr                                        | Tytuł utworu                              | Słowa                                     | Muzyka                                                | Długość                                   |
| ----------------------------------------- | ----------------------------------------- | ----------------------------------------- | ----------------------------------------------------- | ----------------------------------------- |
| 1.                                        | „Najsmutniejszy człowiek świata”          | Arkadiusz Kłusowski                       | Arkadiusz Kłusowski, Paweł Zalewski                   | 3:54                                      |
| 2.                                        | „Włoski strajk”                           | Arkadiusz Kłusowski                       | Arkadiusz Kłusowski, Paweł Zalewski                   | 3:56                                      |
| 3.                                        | „Wyjeżdżamy”                              | Arkadiusz Kłusowski                       | Arkadiusz Kłusowski, Paweł Zalewski                   | 3:20                                      |
| 4.                                        | „Beverly Hills”                           | Arkadiusz Kłusowski                       | Arkadiusz Kłusowski, Paweł Zalewski                   | 2:43                                      |
| 5.                                        | „Miłość w Planie B”                       | Arkadiusz Kłusowski                       | Arkadiusz Kłusowski, Paweł Zalewski                   | 3:39                                      |
| 6.                                        | „24H”                                     | Arkadiusz Kłusowski                       | Arkadiusz Kłusowski, Paweł Zalewski                   | 3:42                                      |
| 7.                                        | „Smutne buzie”                            | Arkadiusz Kłusowski                       | Arkadiusz Kłusowski, Paweł Zalewski, Maciej Sawoch    | 3:37                                      |
| 8.                                        | „Motel”                                   | Arkadiusz Kłusowski                       | Arkadiusz Kłusowski, Paweł Zalewski                   | 3:12                                      |
| 9.                                        | „Zjazd absolwentów”                       | Arkadiusz Kłusowski                       | Arkadiusz Kłusowski, Paweł Zalewski, Adam Bieranowski | 2:49                                      |
| 10.                                       | „Wspomnień kolekcjoner”                   | Arkadiusz Kłusowski                       | Arkadiusz Kłusowski, Paweł Zalewski                   | 3:34                                      |
|                                           |                                           |                                           |                                                       | 34:26                                     |